# Сантуарио-делла-Мадонна-дель-Джильо
Сантуарио-делла-Мадонна-дель-Джильо (итал. Il santuario della Madonna del Giglio — Святилище Мадонны Лилии) — Святилище Мадонны, расположенное в городе Прато, Тоскана, Италия, на улице Сан-Сильвестро, рядом с площадью Сан-Марко.

## История
Около 1270 года на этом месте стояла церковь Приюта Святого Сильвестра (Spedale di San Silvestro), основанного в середине XII века. Больницей управляли два ректора, избираемые правлением города Прато. После начального периода развития, обусловленного, прежде всего, завещаниями и пожертвованиями, больница пережила экономический упадок, связанный, в частности, с разграблением 1512 года испанскими войсками и эпидемией чумы 1526 года. Для того, чтобы исправить эту ситуацию, великий герцог Козимо I Медичи, который уже приказал закрыть больницу в 1537 году, издал указ об её объединении с Оспедале Милосердия.
Церковь при больнице, портал XIII века которой сохранился, была преобразована в святилище после серии чудес, которые, согласно местной легенде, начались 26 августа 1664 года с повторного цветения засушенной лилии, помещённой перед образом Мадонны с Младенцем начала XV века, написанной на колодце перед церковью.
Перестройка старого здания по проекту Пьера Франческо Сильвани и завершилось в 1680 году переносом почитаемой картины во внушительный главный алтарь (1665), спроектированный Джованни Баттистой Балатри и завершённый в 1705 году живописной картиной Пьетро Дандини с изображением Бога-Отца и святых Сильвестра, Гиацинта и Маддалены-деи-Пацци.
Один из боковых лтарей, построенный в 1670—1674 годах, украшен картиной Алессандро Рози с изображением святых Франциска Ксаверия и Петра Алькантарского.
С 1788 года святилище использовалось как погребальная капелла для близлежащего кладбища, а с 1791 года — в качестве резиденции Общества Сан-Бартоломео (Святого Варфоломея). Во второй половине XVII века святилище было присоединено к приходу Сан-Марко.
В XX веке при святилище с целью обеспечения охраны и служения была основана община «Рыцарей Лилии» (Cavalieri del Giglio). Кавалеры и дамы общины каждый год организуют благотворительные мероприятия для поддержки Святилища и различные международные проекты. С 1980 года в течение более сорока лет и до своей смерти 2 марта 2021 года настоятелем святилища был каноник Ренцо Франкаланчи, архимандрит Греко-Мелькитской католической церкви Антиохии, Александрии и Иерусалима.

## Галерея

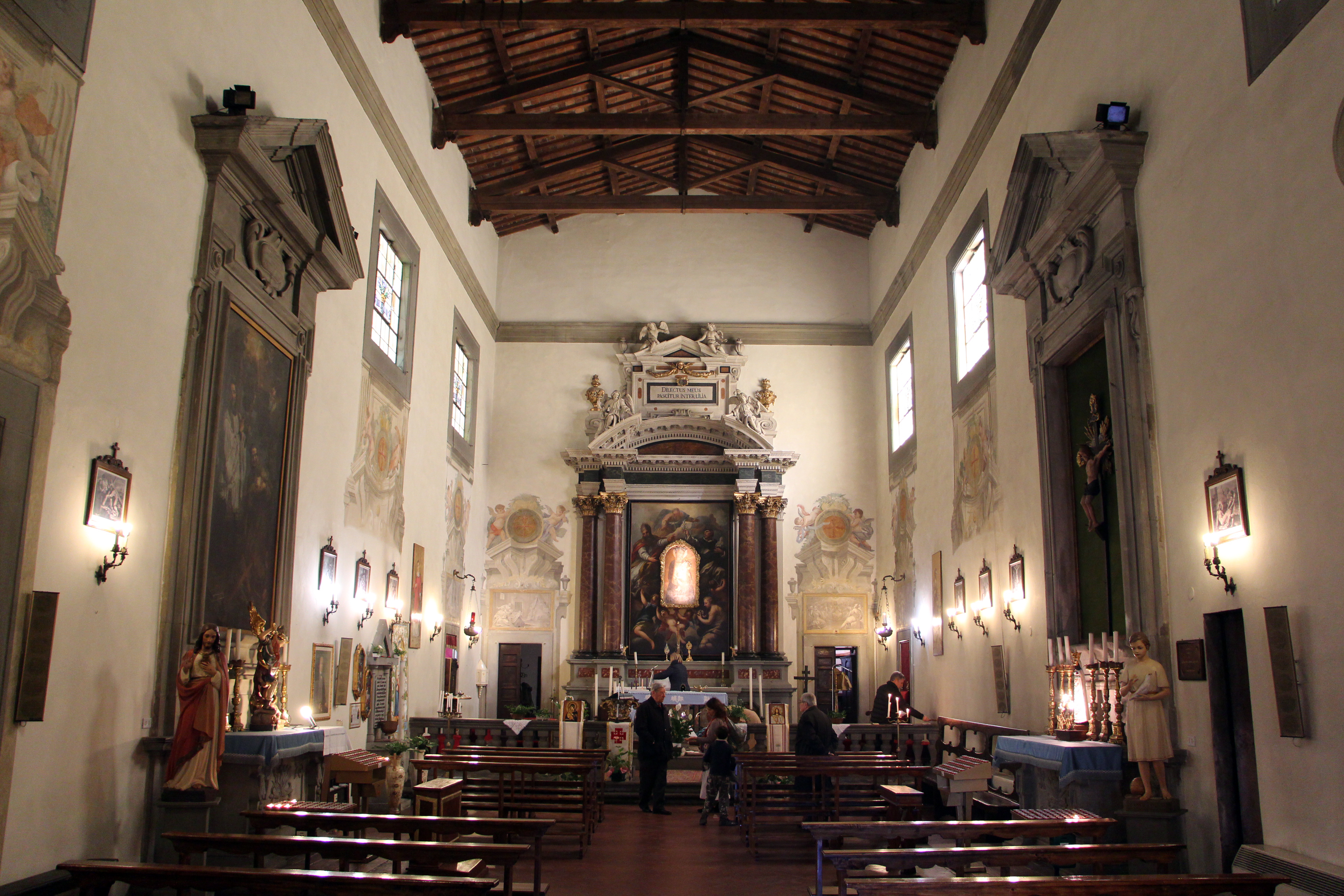
Интерьер сантуария
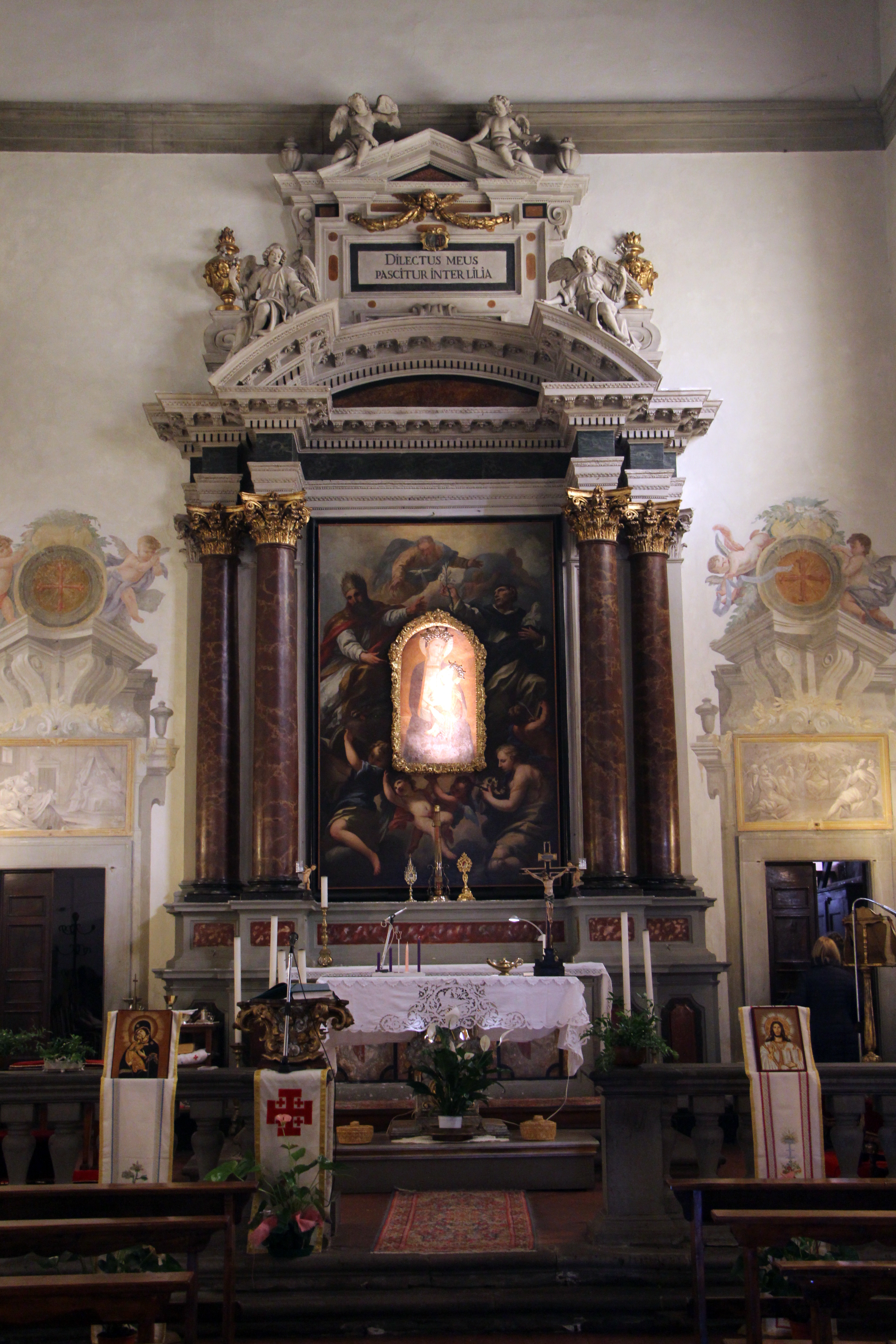
Главный алтарь. 1665—1707
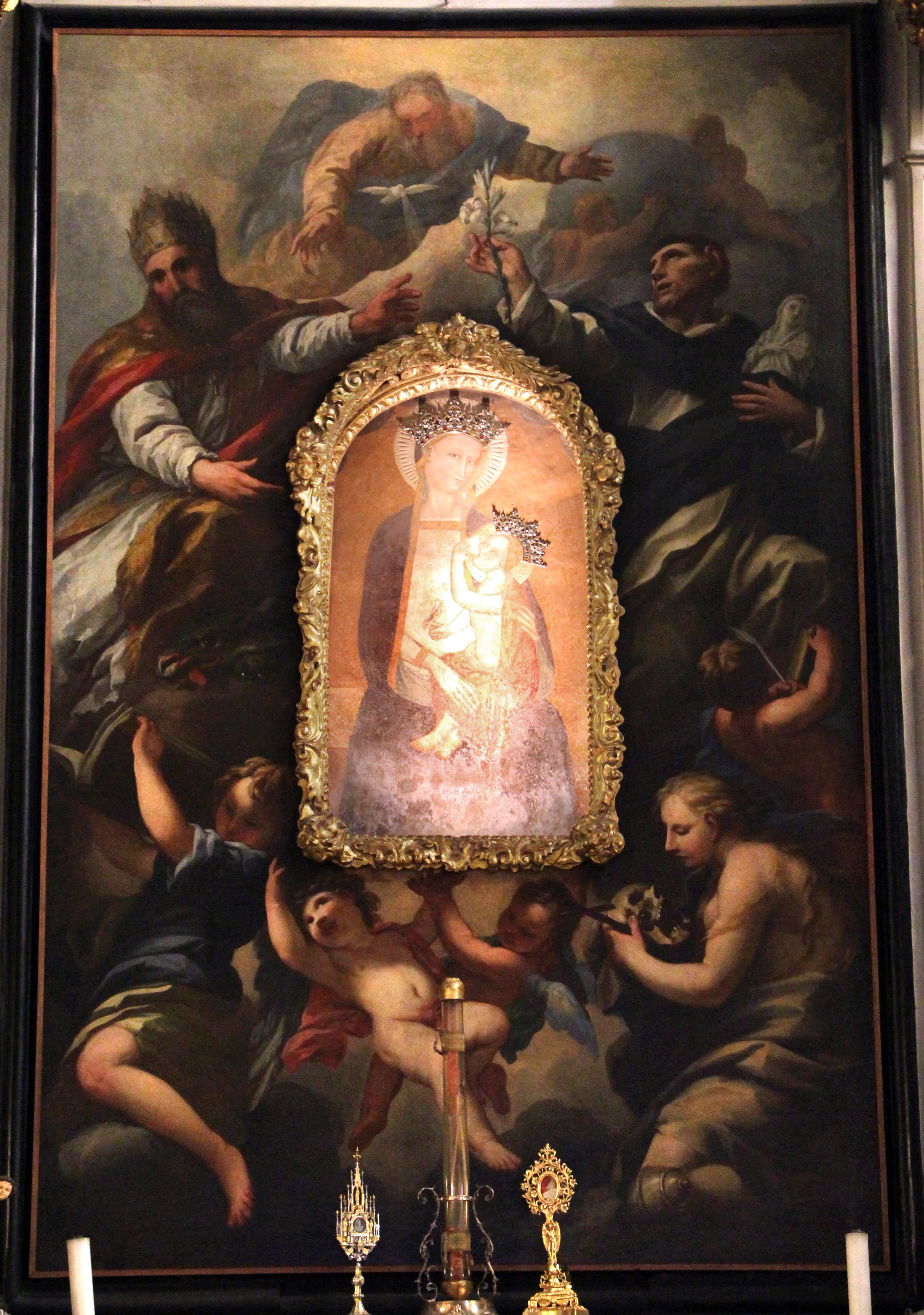
Мадонна дель Джильо. Нач. XV в. П. Дандини. Бог-Отец и святые Сильвестр, Гиацинт и Маддалена-деи-Пацци. 1705
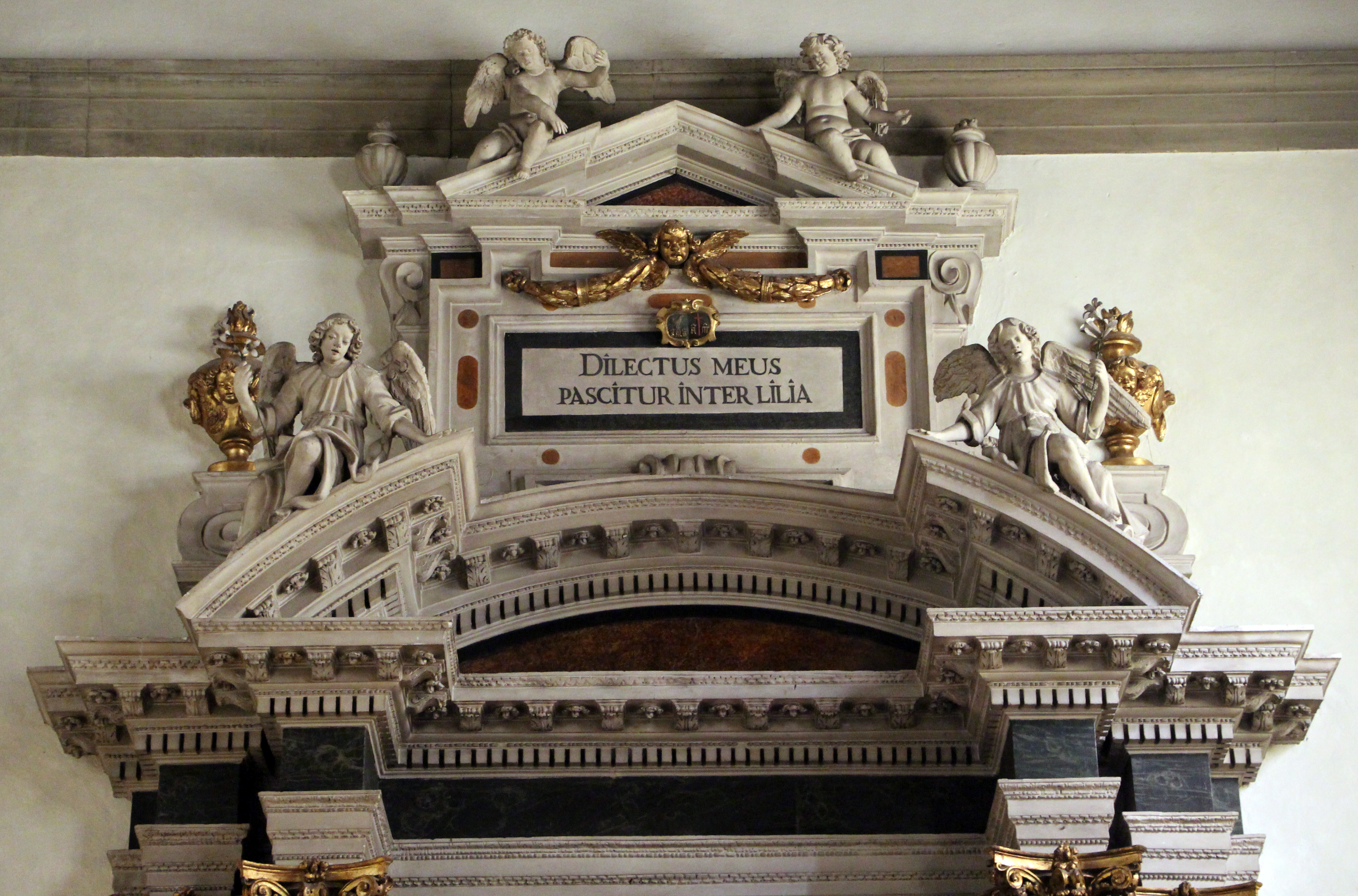
Навершие алтаря